# 遲鳳翔
遲鳳翔（1506年—1583年），字德徵，號朐崗、朐岡，山東青州府臨朐縣人，明朝政治人物。

## 生平
嘉靖二十二年（1543年）癸卯科山東鄉試第十三名舉人，二十三年（1544年）聯捷甲辰科二甲進士。初授户部主事，往陕西督賦，历升兵部职方司員外郎、武选司郎中。出为陕西副使、备兵洮岷，升陕西布政使司右参政，三十八年（1559年）二月升都察院右佥都御史、巡抚宣府，以给事中曾廷芝劾其贪酷下狱，四十一年（1562年）二月释放出狱，三月以原职提督抚治郧阳等处，九月升大理寺卿。四十二年（1563年）十一月，升戶部右侍郎兼都察院右佥都御史、巡撫河南。四十四年（1565年）九月改兵部右侍郎，四十五年（1566年）二月升兵部左侍郎、协理京营戎政，十二月回部管部，仍暂协理戎政。隆慶元年（1567年）七月兼都察院右佥都御史，奉命阅视蓟鎮边墙，九月韃虜入寇陕西，督兵暂驻昌平，防禦西寇，十月因山西被寇，被彈劾去職。

## 著作
晚年嗜经史，年七十仍与诸生讲艺不辍。有《四书说》、《易经说》、《朐崗集》等。
与同县张邦彦、冯惟訥、傅应兆齐名，有“临朐四杰”之譽。

## 家族
曾祖遲讓，曾任縣丞；祖父遲殷；父遲聰，母聶氏。慈侍下。弟遲鳳儀。